# Neosaropogon princeps
Neosaropogon princeps là một loài ruồi trong họ Asilidae. Neosaropogon princeps được Macquart miêu tả năm 1848.